# Guillaume Taussac
Pas d'image ? Cliquez ici

a Compétitions nationales et continentales officielles uniquement.

Guillaume Taussac, né le 30 juin 1977 à Pézenas (Hérault), est un joueur de rugby à XV évoluant au poste de troisième ligne (1,90 m pour 105 kg).

## Palmarès
- Finaliste du Challenge européen en 2000 avec le Castres olympique
- Vainqueur du Bouclier européen en 2003 avec le Castres olympique
- Vainqueur du Challenge Sud Radio en 2003 avec le Castres olympique